# Schwalm-Radweg
Der 104 Kilometer lange Schwalm-Radweg führt entlang des Laufs des hessischen Mittelgebirgsflusses Schwalm nahe der Quelle beim Ulrichsteiner Ortsteil Helpershain bis zum Felsberger Stadtteil Gensungen. Der Radfernweg verläuft auf größtenteils ruhigen Rad- und Wirtschaftswegen als typischer Flussradweg ohne nennenswerte Steigungen durch den hessischen Vogelsbergkreis und den Schwalm-Eder-Kreis. Er wurde 2010 zu einer durchgängig befahrbaren Route ausgebaut.
Zwischen Bischhausen und Treysa wurde 2012 mit dem Weiterbau der A 49 begonnen, die in unmittelbarer Nachbarschaft zum Radweg verläuft.

## Sehenswürdigkeiten
- Historische Altstadt von Alsfeld
- 1000-jährige Kapelle Schönberg in Schrecksbach-Röllshausen
- Museum der Schwalm in Ziegenhain
- Historische Altstadt von Treysa
- Borkener Seenland
- Hessisches Braunkohle Bergbaumuseum in Borken

## Anschlüsse an andere große Radwege
- Hessischer Radfernweg R2
- Hessischer Radfernweg R4
- Hessischer Radfernweg R5

- Bahnradweg Rotkäppchenland

- Mittelland-Route (D4) / D-Netz-Route D4
- Ederauenradweg